# Ribéracois
Le Ribéracois est une région naturelle de France située en Nouvelle-Aquitaine, au nord-ouest du département de la Dordogne. Bien qu'étant géologiquement et paysagèrement située dans le Périgord blanc, elle est de nos jours associée à la région touristique du Périgord vert.

## Géographie

### Situation
Le Ribéracois est situé au nord-ouest du département de la Dordogne. Il est entouré au nord par le Pays d'Horte et Tardoire et le Nontronnais, à l'est par le Périgord central, au sud par la Double et à l'ouest par le Montmorélien.

### Liste des communes
Le Ribéracois comprend les communes suivantes : Allemans, Bertric-Burée, Bourg-du-Bost, Bouteilles-Saint-Sébastien, Celles, Champagne-et-Fontaine, La Chapelle-Grésignac, La Chapelle-Montabourlet, Chassaignes, Cherval, Comberanche-et-Epeluche, Coutures, Douchapt, Gout-Rossignol, Grand-Brassac (partie), Lusignac, Mareuil en Périgord (partie de Mareuil et partie de Léguillac-de-Cercles), Montagrier, Nanteuil-Auriac-de-Bourzac, Petit-Bersac, Ribérac, Saint-Martial-Viveyrol, Saint-Martin-de-Ribérac, Saint-Méard-de-Drône, Saint-Pardoux-de-Drône, Saint-Paul-Lizonne, Saint-Privat en Périgord (Saint-Antoine-Cumond et Festalemps), Saint-Sulpice-de-Roumagnac (partie), Saint-Victor, Tocane-Saint-Apre (partie), Vanxains (partie), Vendoire, Verteillac, Villetoureix.

### Climat
Le Ribéracois bénéficie d'un climat doux et humide avec une influence océanique assez nette.

### Topographie et végétation
La région est constituée d'un plateau crayeux céréalier coupée par les verdoyantes vallées de la Dronne, du Boulou et de la Belle. Elle est très peu boisée.

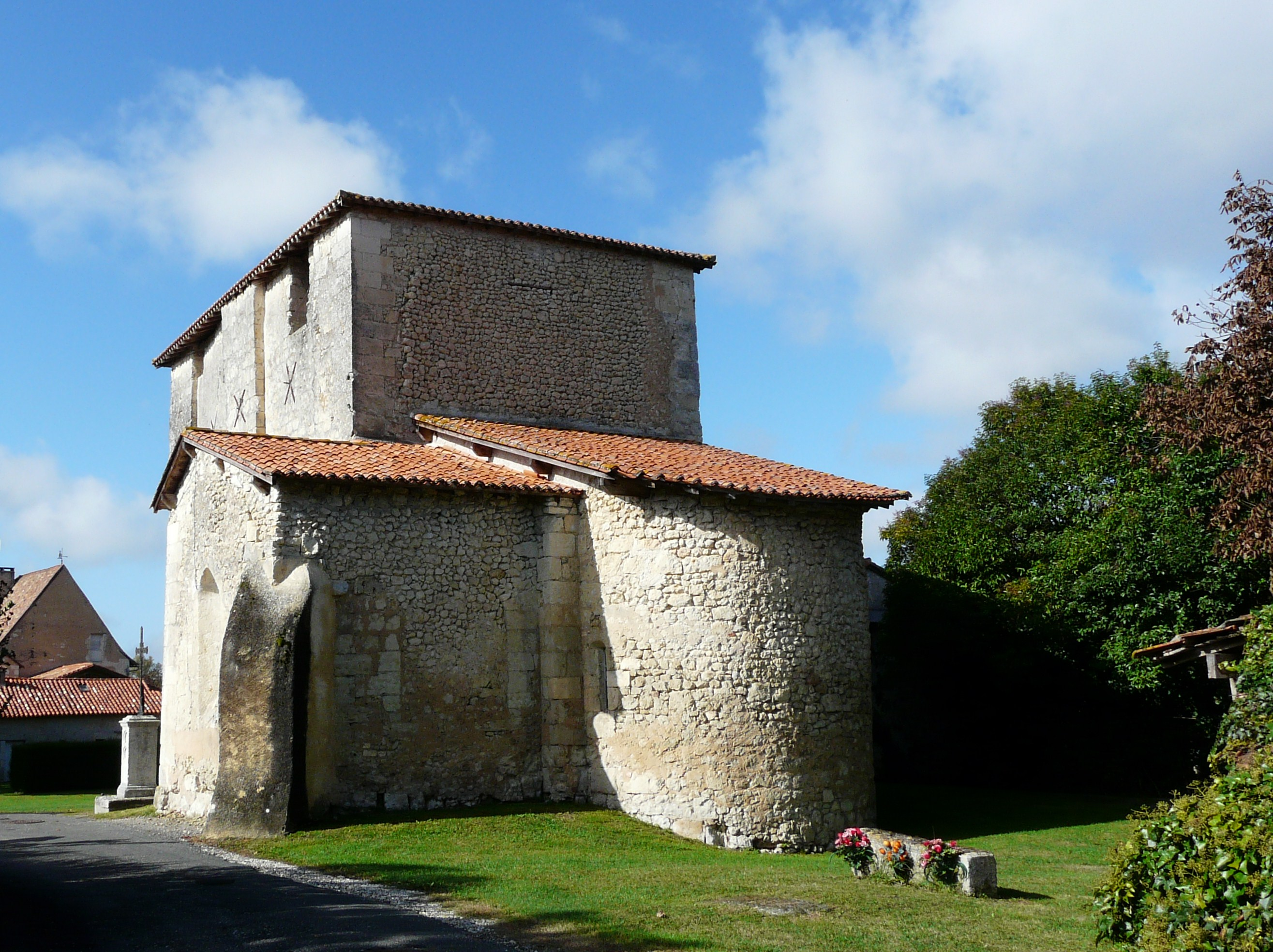
Église Saint-Martial de Ribérac
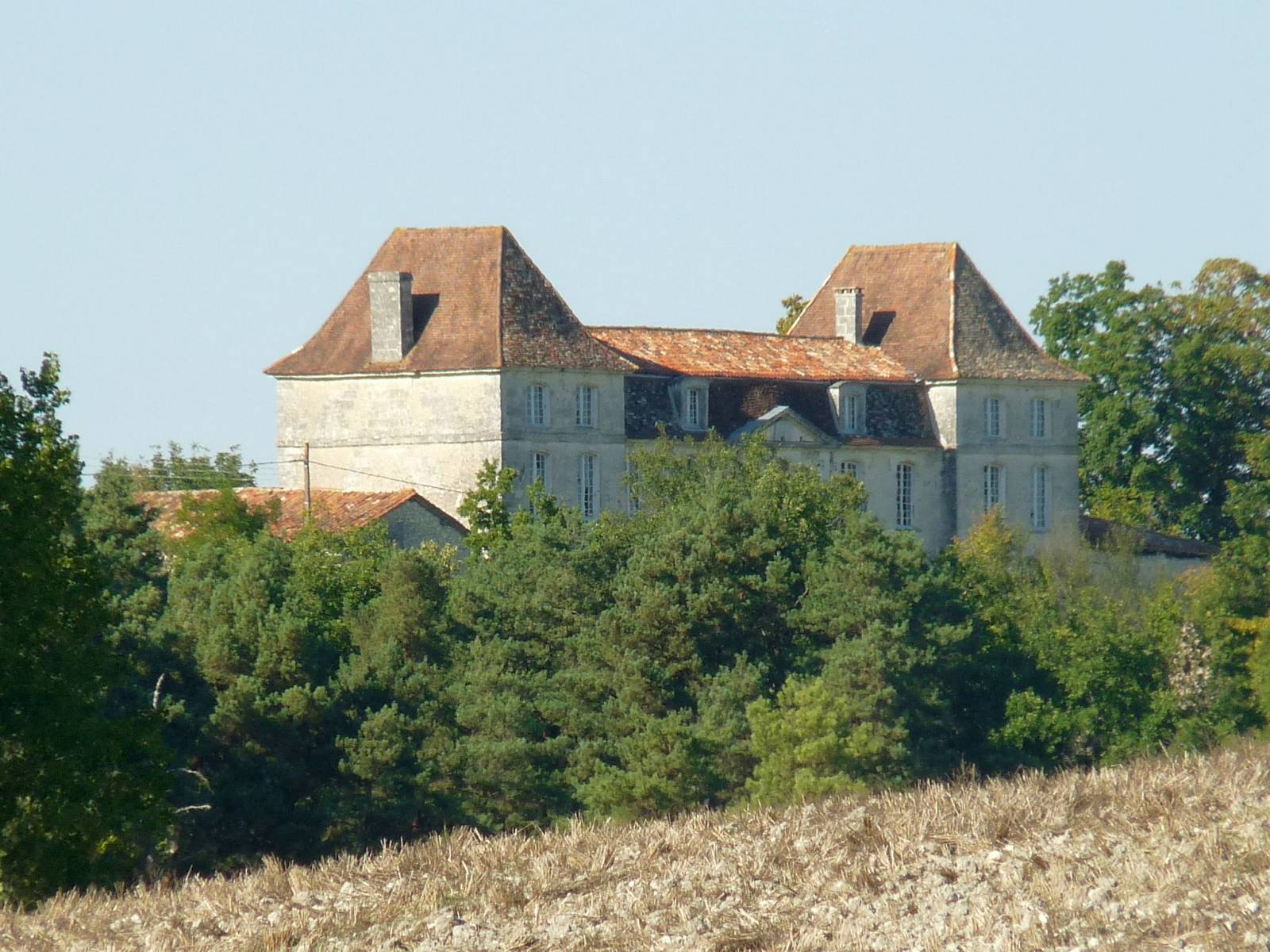
Château de Bouteilles à Verteillac
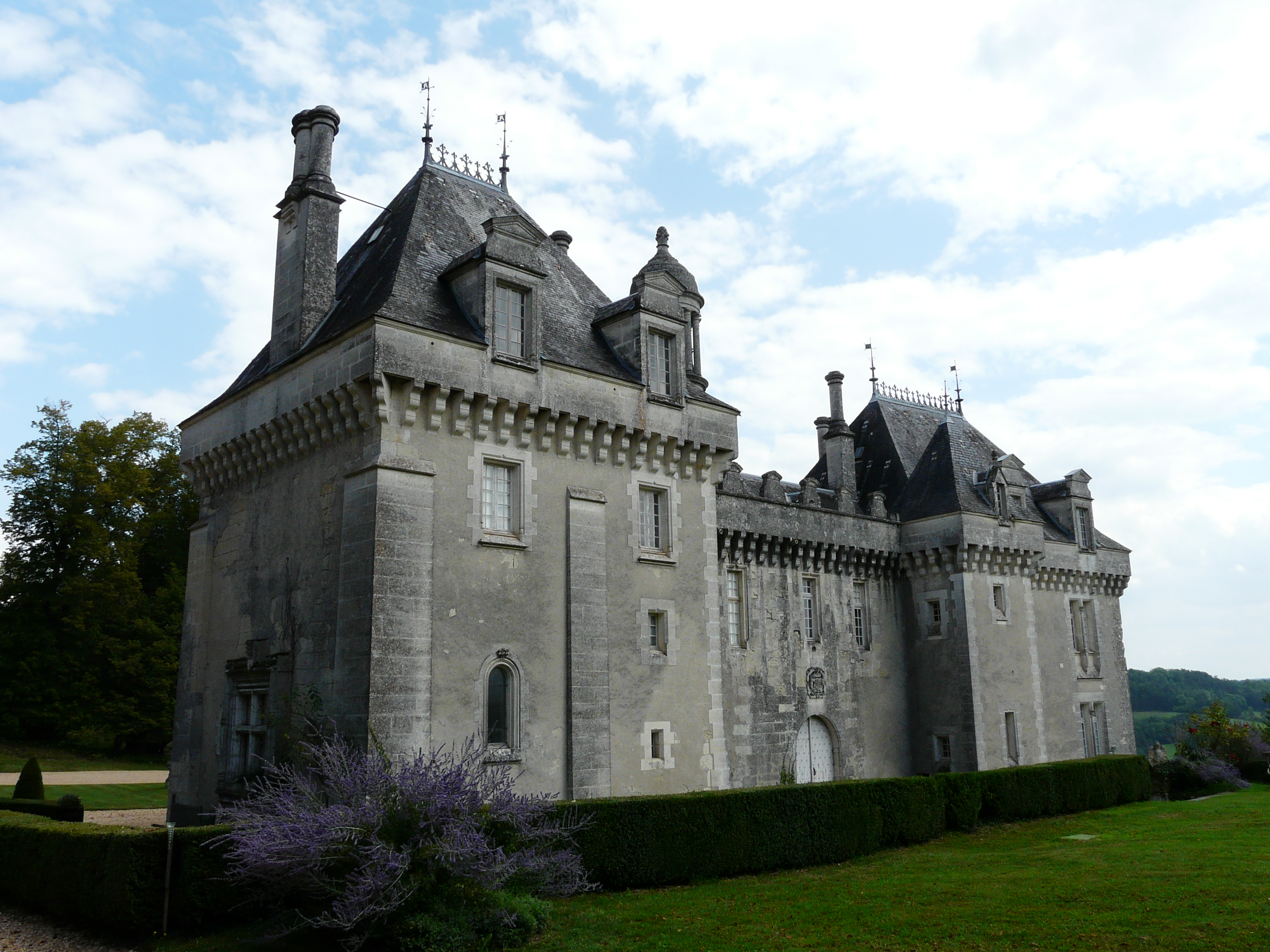
Château de Grand-Brassac Montardy
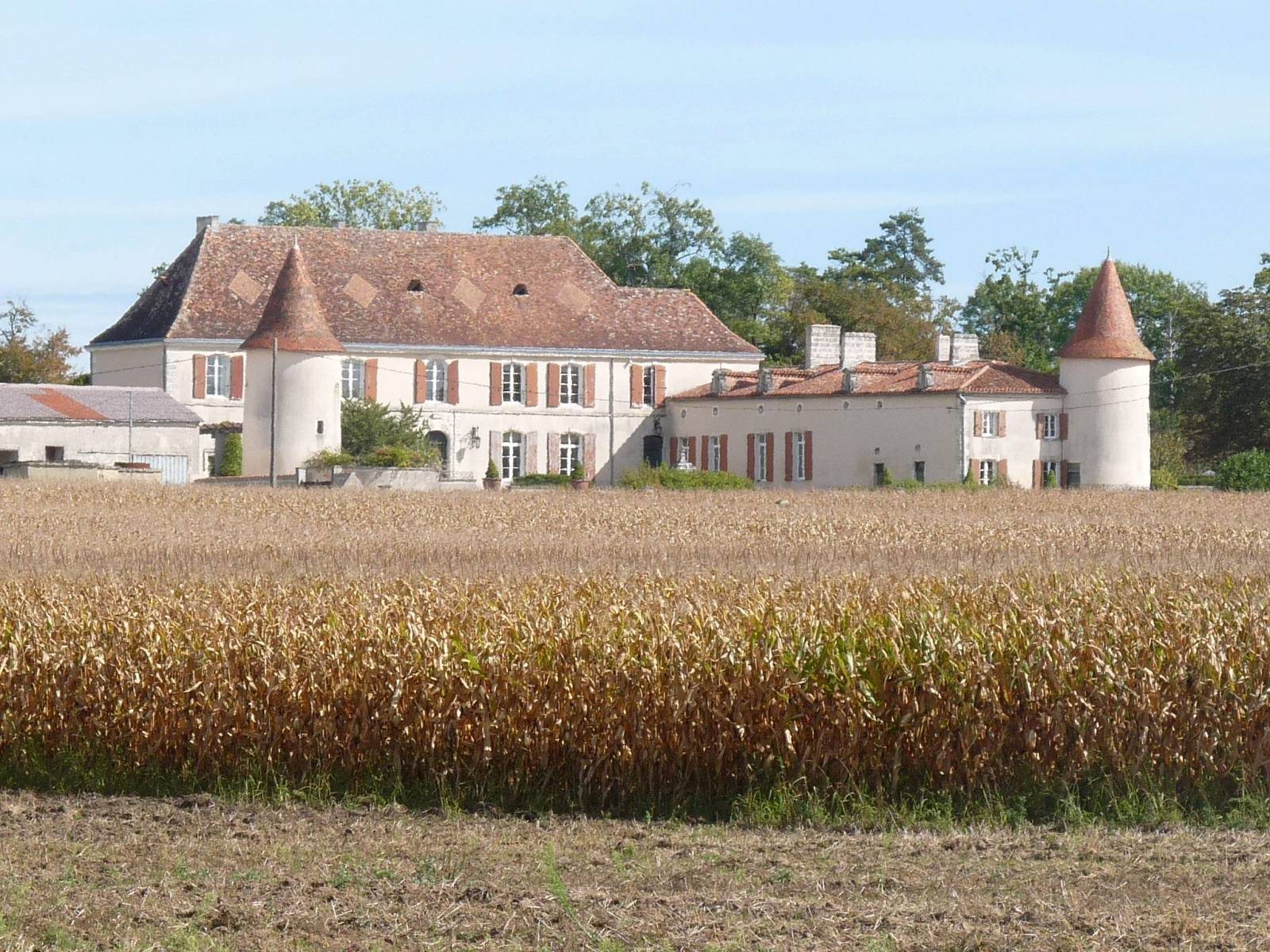
Château de Bourbet à Cherval
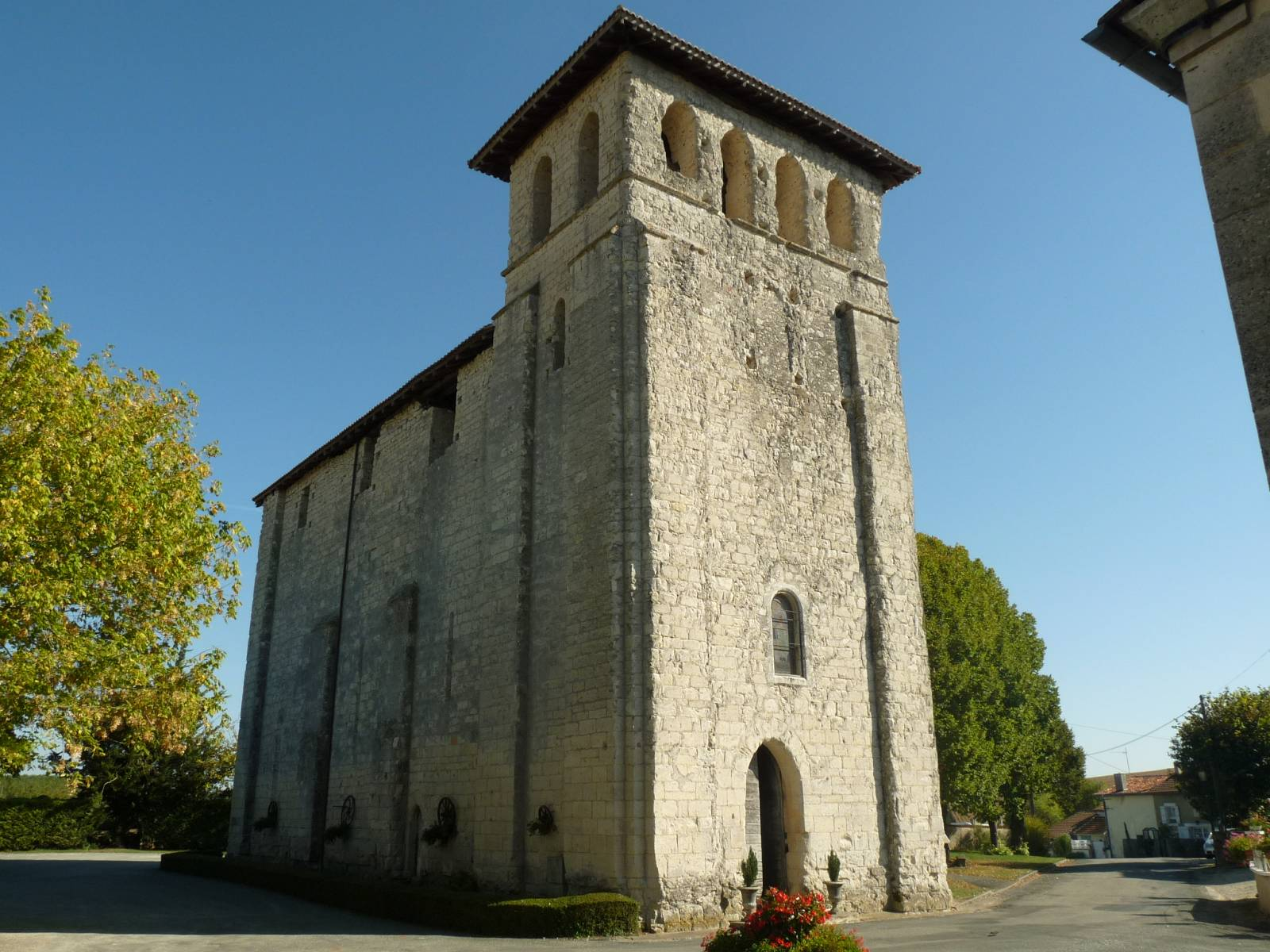
Église de Saint-Martial-Viveyrol
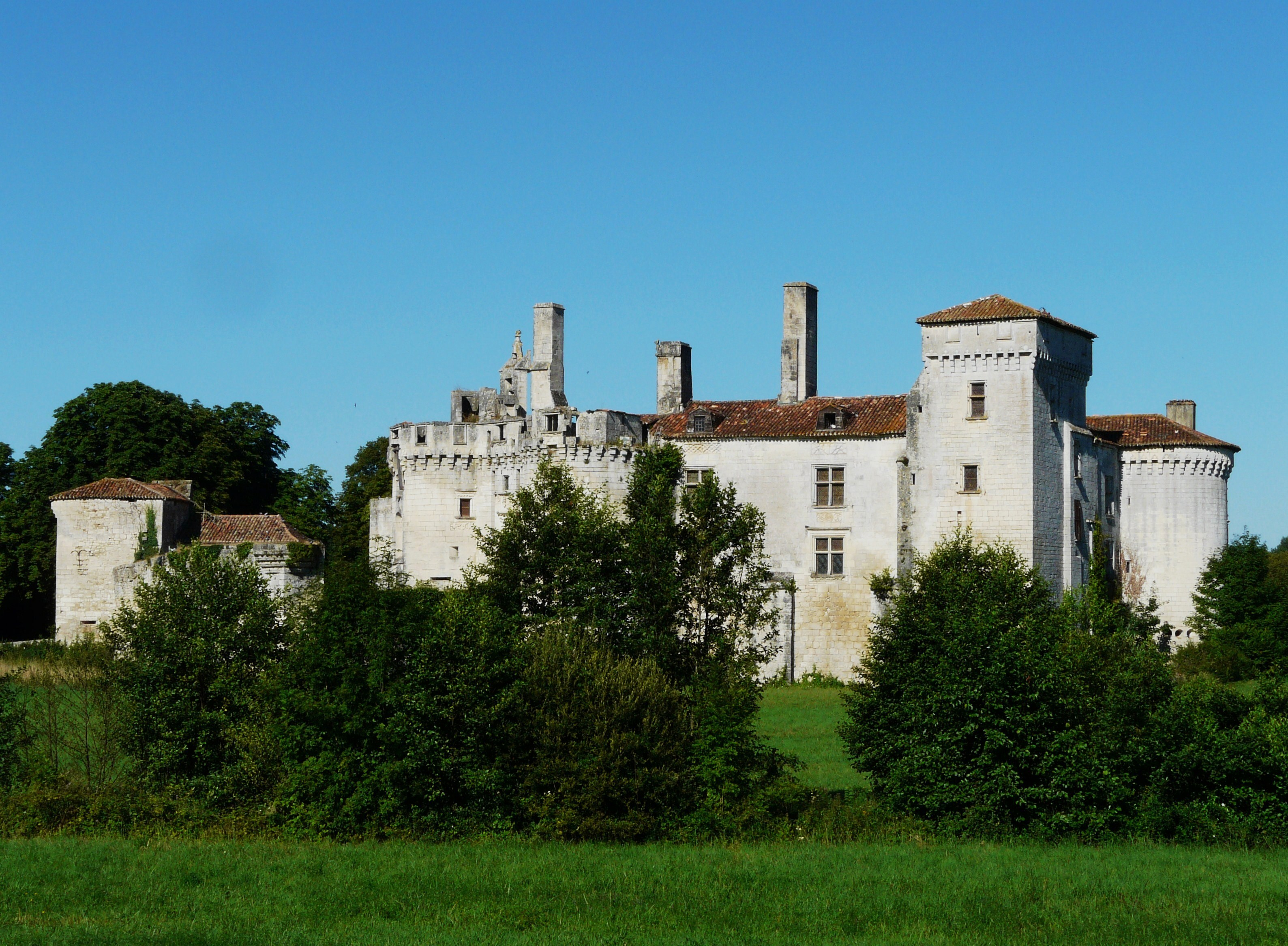
Château de Mareuil
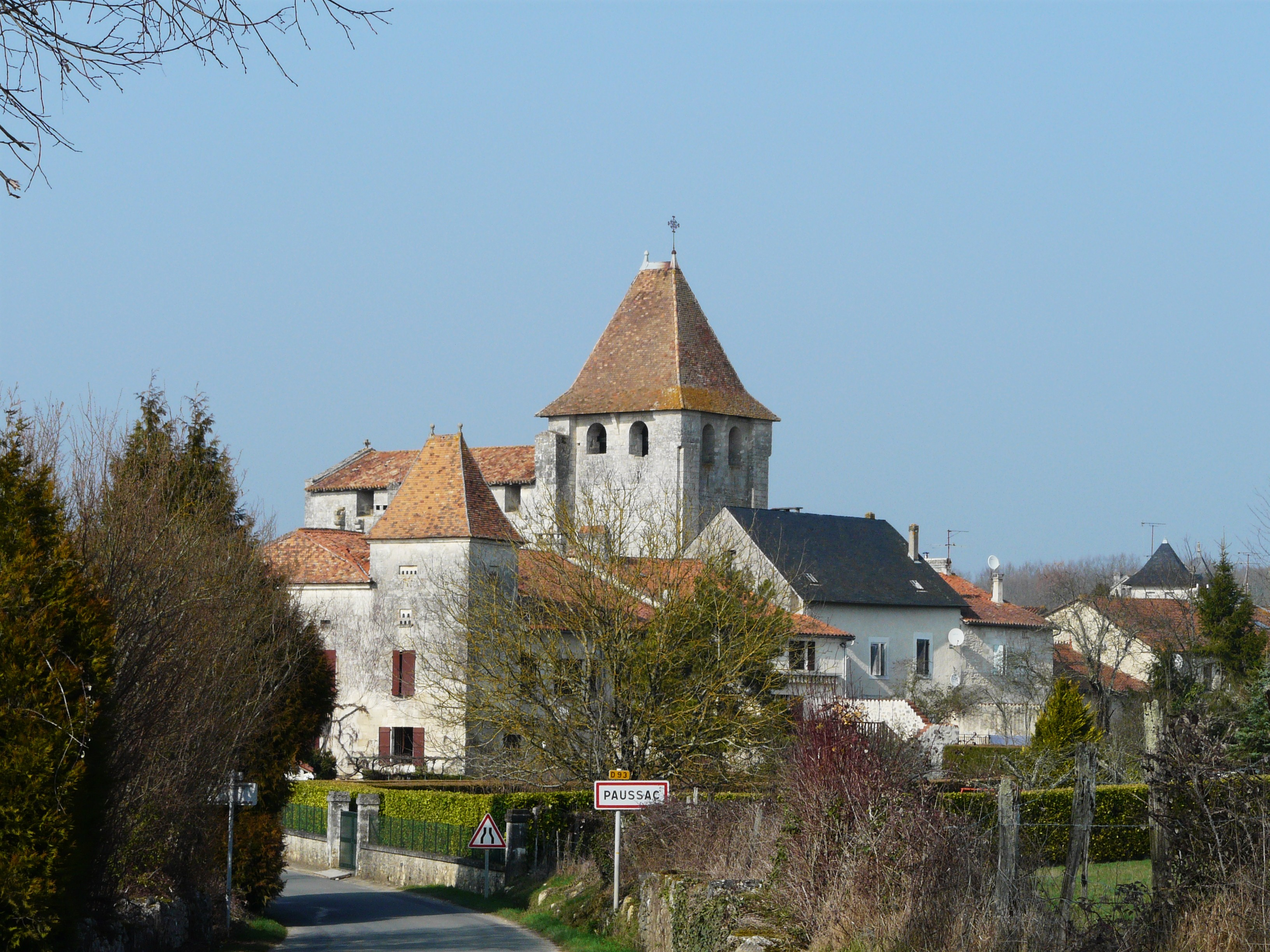
Village de Paussac
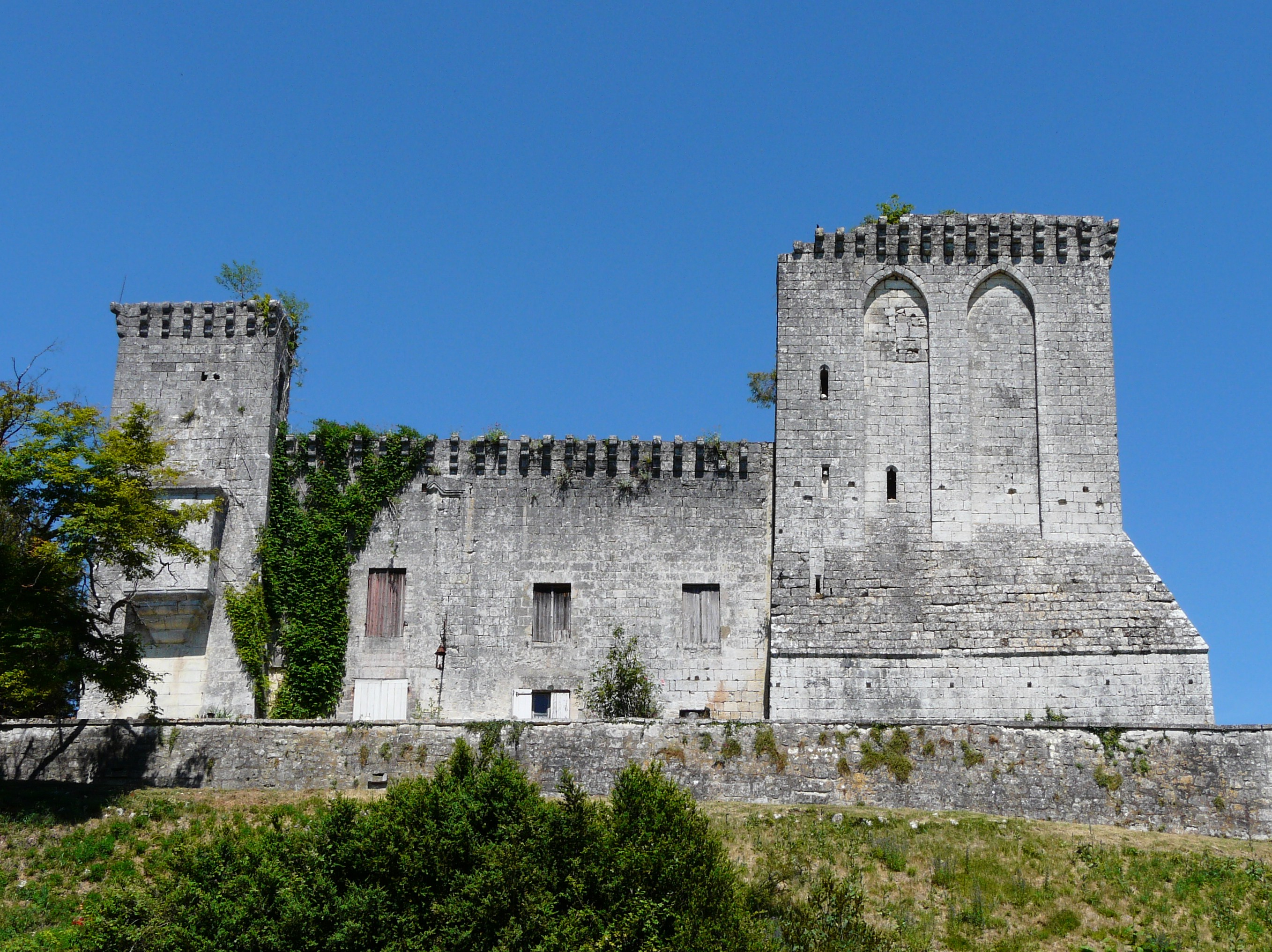
Château de La Tour-Blanche
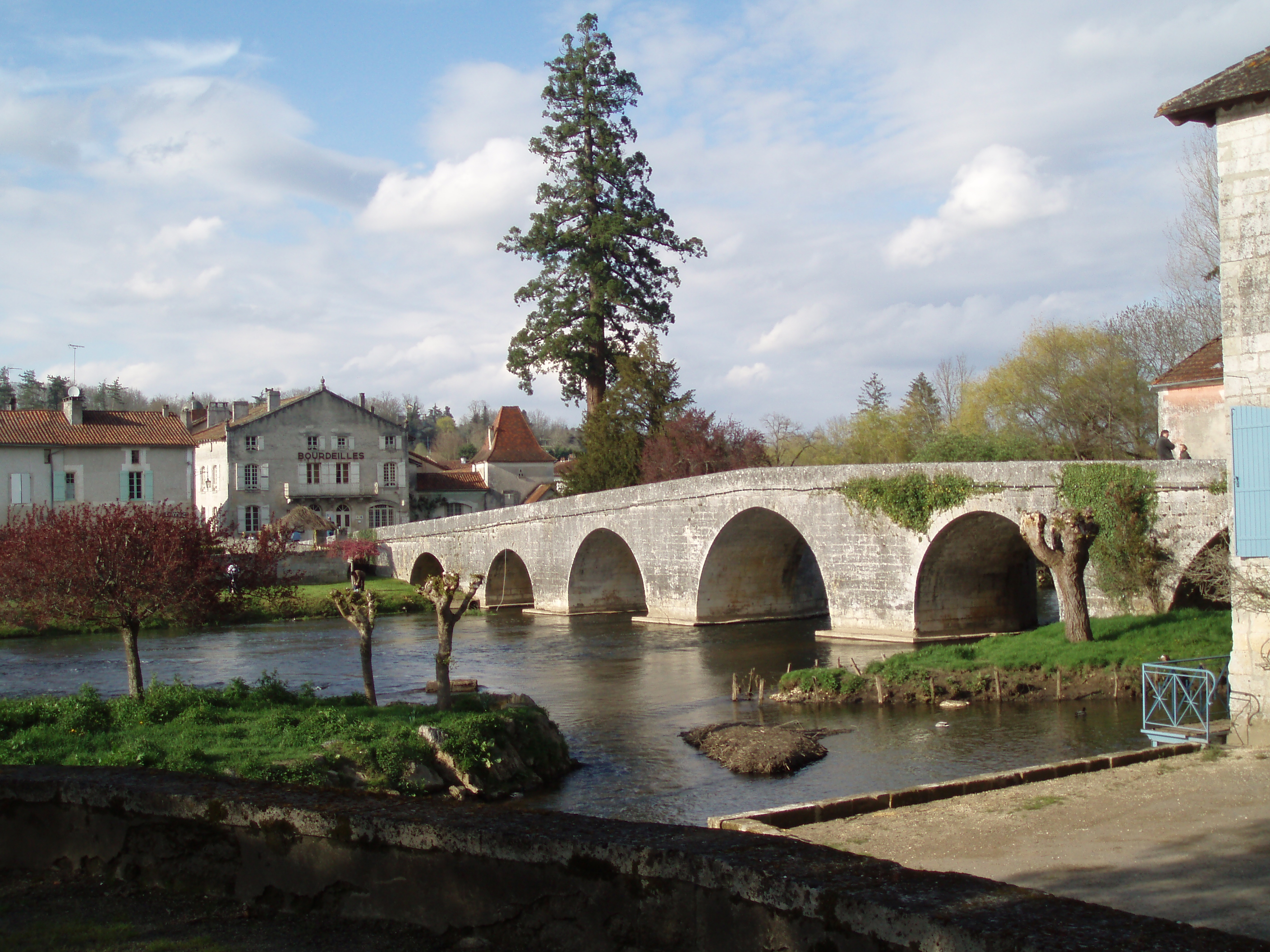
Village de Bourdeilles
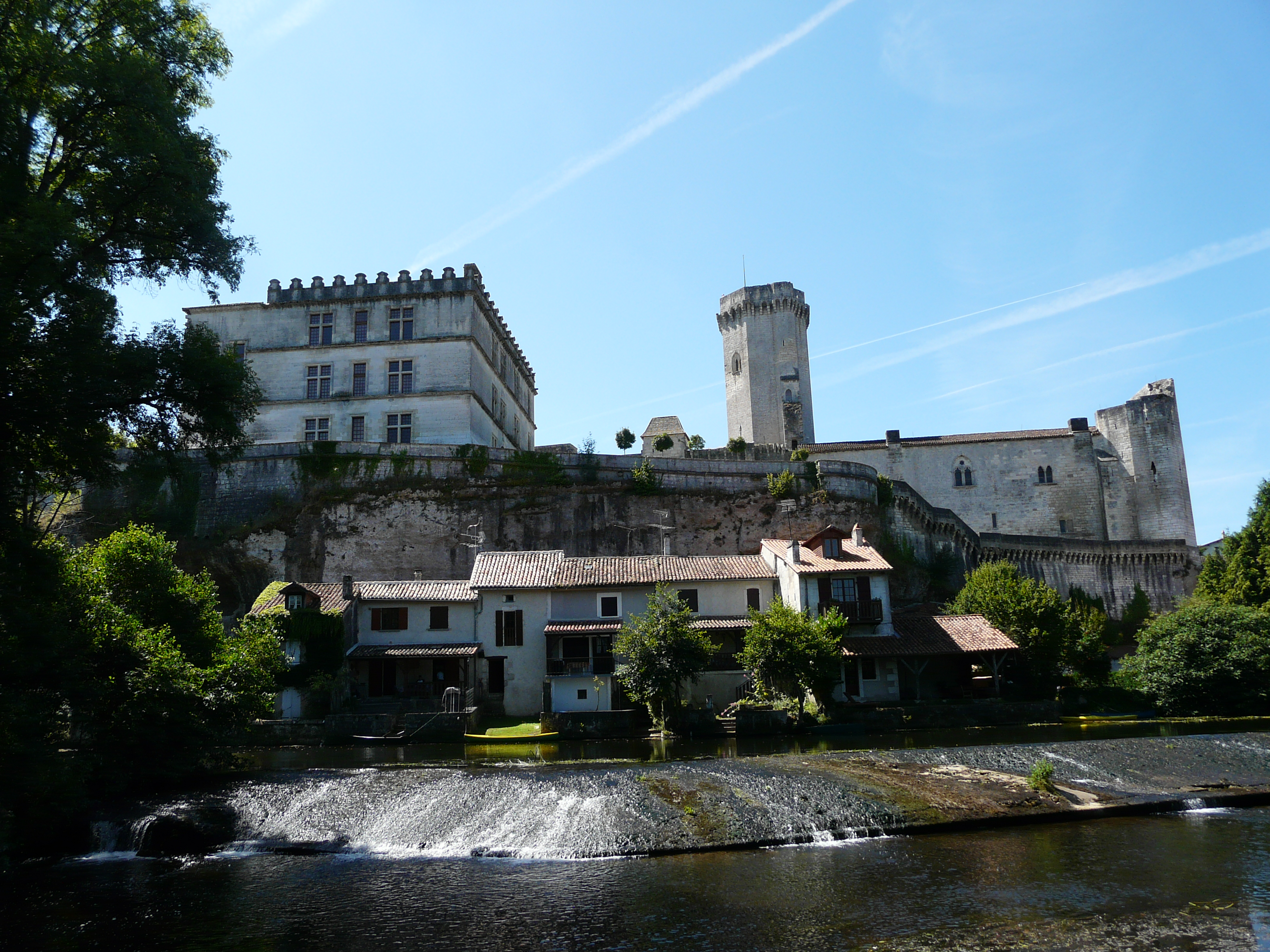
Château de Bourdeilles
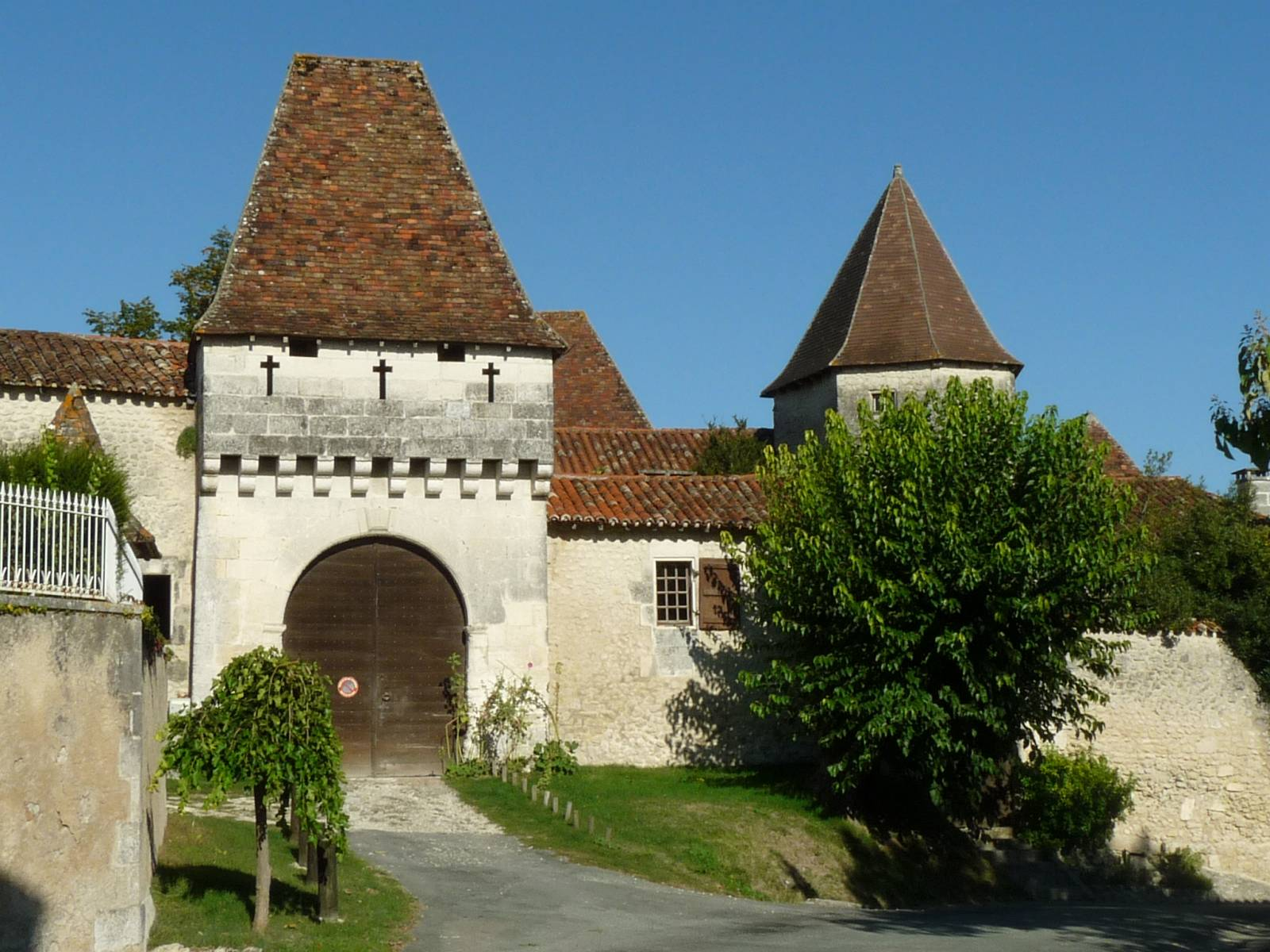
Château de Lusignac
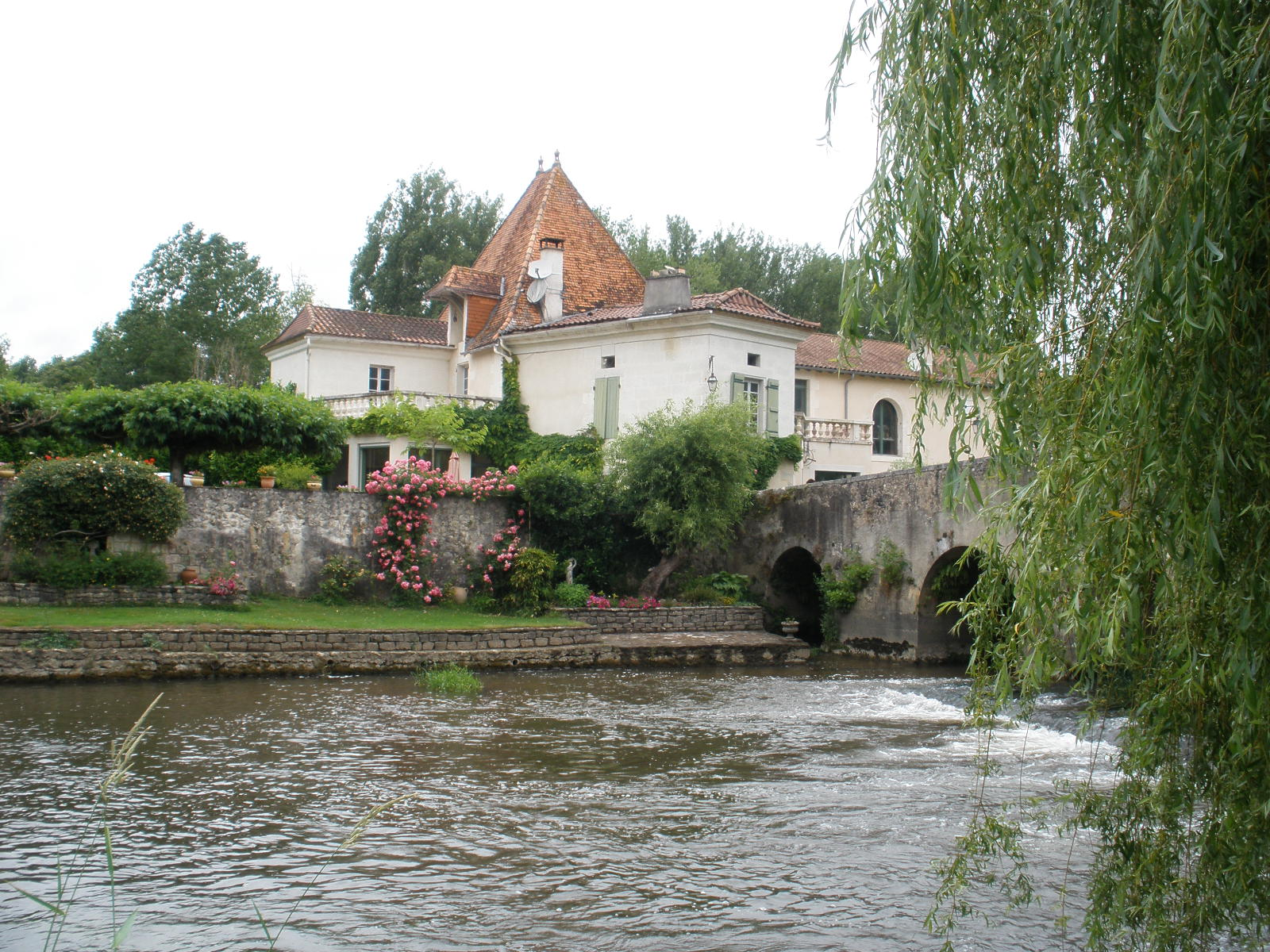
Moulin sur la Dronne